# Chuck Stentz
Charles Boyer „Chuck“ Stentz (* 12. Juli 1926 in Olympia (Washington); † 16. Mai 2018) war ein US-amerikanischer Jazzmusiker (Tenorsaxophon), der stilistisch in der Bebop-Tradition stand.

## Leben und Wirken
Stentz hatte mit seinem Zwillingsbruder ersten Musikunterricht (Klarinette) beim Großvater. Während der Highschool wechselte er zum Tenorsaxophon. Hauptsächlich Autodidakt, hatte er Saxophon-Stunden in Tacoma; nach Ableistung des Militärdienstes studierte er ein Jahr am New England Conservatory of Music. Anschließend arbeitete er in Jazzbands; erste Aufnahmen entstanden 1947 in Boston mit dem Ray Borden Orchestra. In den folgenden Jahren spielte er in den Orchestern von Woody Herman und Nat Pierce („Besame Mucho“, 1949). Nach seiner Rückkehr nach Olympia 1949 arbeitete er im Nordwesten der USA meist mit lokalen Bands im Raum Tacoma und Seattle; daneben begleitete er gastierende Stars wie Frank Sinatra und Peggy Lee auf Tourneen in der Region. Nach seiner Heirat mit der Jazzsängerin Jan Swenson baute er ein Musikgeschäft auf (Yenney Music Company) und spielte daneben mit Musikern wie Bert Wilson und Perry Robinson. Im Bereich des Jazz war er zwischen 1947 und 1998 an 13 Aufnahmesessions beteiligt.

## Diskographische Hinweise
- Bert Wilson: Bebop Revisited (1984), mit Jack Perciful, Steve Lucano bzw. Chuck Metcalf, Bob Meyer bzw. Steve Bentley
- Licorice Factory: Ebony Licorice Forest Factory (1984), mit Perry Robinson, Tom Russell, Bert Wilson, Craig Hoyer, Skip Elliott, Bob Meyer
- Bert Wilson: Bebop Revisited/At The Bellevue Jazz Festival ’87 (Vol. 3), mit Joe Baque, Jack Perciful, Chuck Metcalf, Bob Meyer
- Bert Wilson: Endless Fingers (1994), mit Nancy Curtis, Craig Hoyer, Dan Schulte, Peter Vinikow, Bob Meyer
- Jan Stentz: Forever (1998), mit Jay Thomas, Bill Ramsay, Bob Nixon, Jeff Johnson, Dean Hodges